# Redger
Een redger was een plaatselijke bestuurder in de Nederlandse provincie Groningen, met name in Hunsingo en Fivelgo, die tot 1795 als plattelandsrechter en notaris optrad. Het woord is afgeleid van het Oudfriese rêdjeva, rêdgeva of rêdia, dat 'raadgever' (latijn: consul) betekent. In de middeleeuwen vormden de redgers gezamenlijk het landsbestuur; hun functie was dan ook vergelijkbaar met de raadsleden of vroedschappen in de steden. In het Westerkwartier sprak met over grietmannen.
Oorspronkelijk werden de redgers of rechters uit de kring van grondbezitters gekozen. De redger was aansprakelijk voor het oordeel dat hij velde en de voltrekking daarvan, zodat hij over voldoende bezittingen en relaties diende te beschikken. Ten minste sinds de veertiende eeuw was het ambt voorbehouden aan de eigenaren van een beperkt aantal grotere boerderijen of edele heerden, die al langer gerechtigd waren deel te nemen aan het landsbestuur. Het gebied waarin de redger opereerde (de rechtstoel) was verdeeld in ommegangen. Grotere rechtstoelen hadden een onderverdeling in eden, die ieder een handvol ommegangen bevatten. Het ambt van rechter rouleerde tussen de ommegangen en binnen iedere afzonderlijke eed, zodat een edele heerd soms maar eens in tientallen jaren aan de beurt kwam. Dit roulatiesysteem was vastgelegd in klauwboeken. Om risico's te spreiden en hun invloed te vergroten, probeerden grootgrondbezitters vaak in meerdere ommegangen actief te zijn. De gerechtigden hadden tevens een financieel belang bij hun ambt, omdat ze daaruit inkomsten verwierven. Het bezit van edele heerden verschafte de eigenaren bovendien politieke invloed en een stem in waterstaatszaken en kerkelijke benoemingen. Om die reden werden nogal wat edele heerden opgekocht door de adellijke families, die daardoor vaak de meerderheid van stemmen binnen de rechtstoel, het waterschapsonderdeel of de kerkelijke collatie verkregen. Wanneer één eigenaar alle edele heerden bezat, kwam het roulatiesysteem tot stilstand. We spreken dan over een staande rechtstoel.
Om het ambt te kunnen bekleden, dienden de eigenaren over voldoende juridische kennis te beschikken. In de 17e en 18e eeuw schakelde men daarom vaak juristen in, die geconstitueerde rechters werden genoemd. Geschillen tussen rechtstoelen en procedurekwesties werden behandeld door lank- of overrechters.
Vergelijkbare regelingen bestonden in de middeleeuwen ook in Friesland en Oost-Friesland, maar daar maakten ze in de 16e eeuw plaats voor een meer uniform systeem, dat van bovenaf was gereguleerd.